# چیر (کهگیلویه)
چیر (کهگیلویه)، روستایی از توابع بخش مرکزی شهرستان کهگیلویه در استان کهگیلویه و بویراحمد ایران است.مردم آن از طایفه فارسی و شغلشان کشاورزی است.

## جمعیت
این روستا در دهستان دهدشت غربی قرار دارد و براساس سرشماری مرکز آمار ایران در سال ۱۳۸۵، جمعیت آن ۵۷۴ نفر (۱۲۴خانوار) بوده‌است.
روستای چیر از توابع بخش مرکزی شهرستان کهگیلویه با ۱۷۰ خانوار و جمعیتی نزدیک به ۷۰۰ نفر در ۱۶ کیلومتری دهدشت مرکز شهرستان کهگیلویه قرار دارد 